# Добровинский, Евгений Максович
Евгений Максович Добровинский (30 июля 1944, Екатеринбург – 26 августа 2024, Москва) — советский, российский и израильский художник-график, плакатист, мастер графического дизайна, шрифта, каллиграфии, педагог. Главный художник московского театра «Эрмитаж» (2014—2024). Основатель российской школы абстрактной каллиграфии. Член Союза художников СССР (с 1975 г.), Союза театральных деятелей России, Союза дизайнеров Израиля. Академик Академии графического дизайна (с 1991 г.).

## Биография

#### 1944 – 1969 гг.
Родился 30 июля 1944 года в Свердловске, младшим ребенком в еврейской семье. Отец – Макс Добровинский, инженер. Мать – Фаина Добровинская (в девичестве Соломяная) – домохозяйка. Старшая сестра Людмила. После войны семья переехала в Крым, в Симферополь.
В 1960 году Е. Добровинский окончил симферопольскую среднюю школу и сразу уехал в Москву. Поступил в Московский институт нефтехимической и газовой промышленности (ныне Российский государственный университет нефти и газа имени И. М. Губкина). Обучаясь там, самостоятельно готовился и каждое лето пробовал поступать в художественные вузы. На четвертом году обучения, уже почти получив звание лейтенанта запаса, оставил этот институт. Три года служил в армии рядовым в войсках связи Молдавской ССР. После армии вернулся в Симферополь, где работал художником по куклам в Крымском областном театре.

#### 1969 – 1974 гг.
Учёба в Московском полиграфическом институте на факультете художественно-технического оформления печатной продукции (окончил в 1974 году). Учителя – М. Хазанов, В. Ляхов, А. Гончаров, Ю. Бурджелян.
Учителя вне института – Д. Бисти, В. Лазурский, Д. Лион, В. Вейсберг.
Начало 70-х отмечено первыми работами в жанре плаката (заказаны Москонцертом).
Дипломная работа Евгения Добровинского (1974 г.) — серия из 12 плакатов «Из сокровищницы мировой музыкальной культуры» и рукописная книга «Сонеты Шекспира».
Евгений Максович Добровинский – первый художник-график СССР, награжденный Золотой медалью и Первой премией Международного биеннале прикладной графики в Брно (Чехословакии; 1974 г.) – одного из самых престижных конкурсов графического искусства в мире. Его плакат был посвящён творчеству великого композитора-новатора Дмитрия Шостаковича.

#### 1975 – 1978 гг.
В 1975 г. принят в Союз художников СССР. Работа по оформлению книг в московских издательствах. Начало работы над новыми рисунками кириллических шрифтов. В 1978 г. – первая персональная выставка в Московском союзе художников.

#### 1978 – 1991 гг.
Работа над фирменным стилем и плакатами для театра Станиславского и театра «Эрмитаж». Победы в Международных биеннале, участие в международных выставках. Работа в мастерской прикладной графики. Разрабатывал фирменные стили для Московской филармонии, театров, Союза художников СССР, ряда международных выставок и внешнеторговых организаций. В 1991 году становится академиком Академии графического дизайна. Сотрудничает с Архитектурной лабораторией Евгения Асса.

#### 1992 – 1995 гг.
Живет и работает в Тель-Авиве. Основывает графическое бюро «Макс-Арт». Разрабатывает фирменный стиль и серию плакатов для знаменитого театра «Гешер». Проектирует новые шрифтовые гарнитуры на иврите.

#### С 1995 г.
В разные годы преподаёт курс «Каллиграфия» в Московском полиграфическом институте, Высшей академической школе графического дизайна (ВАШГД), Институте современного искусства, Британской высшей школе дизайна.

#### С 2005 г.
Основатель и бессменный руководитель Школы каллиграфии Евгения Добровинского «Littera Incognita» в Москве. Обучает искусству каллиграфии, плаката, рисунку графических дизайнеров и всех желающих. Выступает с лекциями для студентов дизайнерских вузов. Имеет многочисленных учеников и последователей.

#### 2014 – 2024 гг.
Главный художник театра Эрмитаж.
Скончался 26 августа 2024 года. Похоронен в Москве на Николо-Архангельском кладбище.

### Профессиональные награды
- Золотая медаль на Международной биеннале графического дизайна (Брно, 1974)[6];
- Серебряная медаль на Международной выставке-конкурсе искусства книги (IBA) (Лейпциг, 1976)[6];
- Серебряная медаль на Международной биеннале плаката (Варшава, 1978)[6];
- Золотая медаль на Международной биеннале театрального плаката (Димитровоград, 1985);
- Гран-при на Международной музейной биеннале (Красноярск, 2001);
- Гран-при на конкурсе «Театр памяти XX века» Международного музейного бизнеса в Красноярске (за экспозицию «Письма из Стокгольма» /куратор Е. Рымшина/);
- Номинант Государственной премии России в области литературы и искусства (2001 г., в коллективе)
- Дважды финалист Премии инновационного дизайна DIA (Москва, 2003, в коллективе);
- Специальный приз на Международной биеннале стран Балтии (Калининград, 2006);
- Многократный лауреат и член жюри Московской международной биеннале графического дизайна и плаката «Золотая пчела» (с 2000 г.).

### Персональные выставки
Более 15 персональных выставок в России и за рубежом.
Работы Е. М. Добровинского находятся в собраниях Государственного Русского музея, Новосибирского художественного музея, Калининградского музея изобразительных искусства в российских и зарубежных частных коллекциях.